# Konrad Kołodziejski
Konrad Marcin Kołodziejski (ur. 1970 w Warszawie) – polski dziennikarz i publicysta.

## Życiorys
Absolwent II Liceum Ogólnokształcącego im. Stefana Batorego w Warszawie (matura 1989). Ukończył studia na Wydziale Prawa i Administracji Uniwersytetu Warszawskiego, tam również w 2019 otrzymał stopień doktora nauk społecznych w dyscyplinie nauk prawnych przyznany na podstawie rozprawy „Od autorytaryzmu do autorytaryzmu. Ideowa i ustrojowa geneza współczesnego państwa rosyjskiego”.
Karierę dziennikarską rozpoczął na początku lat 90. W 1993 był jednym z założycieli czasopisma społeczno-politycznego „Nowe Państwo”. W latach 1996–1998 oraz 2000–2002 pracował w dzienniku „Życie” jako dziennikarz i komentator w działach krajowym, zagranicznym i opinii oraz jako redaktor prowadzący.
W 1998 rozpoczął pracę w Ośrodku Studiów Wschodnich, gdzie zajmował się polityką wewnętrzną Rosji.
Po upadku „Życia”, w latach 2003–2004 pracował w tygodniku „Wprost”. Od 2004 w Axel Springer Polska jako szef działu opinii gazety „Fakt”.
W 2005, wspólnie z Robertem Krasowskim i Martą Bratkowską, opracował projekt nowej gazety ogólnopolskiej „Dziennik Polska-Europa-Świat”. W „Dzienniku”, który ukazał się na rynku w kwietniu 2006, objął funkcję zastępcy redaktora naczelnego. Zrezygnował z funkcji we wrześniu 2009, po połączeniu „Dziennika” z „Gazetą Prawną”. W 2010 był wydawcą w dzienniku „Polska The Times”. W latach 2013–2016 współpracował z „Rzeczpospolitą”, od 2015 jako jej stały felietonista. 31 grudnia 2016 odszedł z „Rzeczpospolitej”, a w styczniu 2017 został publicystą  tygodnika „W Sieci” (aktualnie „Sieci") i portalu „WPolityce.pl”, współpracuje też z „Dziennikiem Gazetą Prawną”, a współpracował z Tygodnikiem TVP.
Pracownik dydaktyczno-naukowy Instytutu Rosji i Europy Wschodniej na Wydziale Studiów Międzynarodowych i Politycznych UJ.

## Odznaczenia
10 czerwca 2025 odznaczony Złotym Krzyżem Zasługi.